# Ishikawa Chiyomatsu

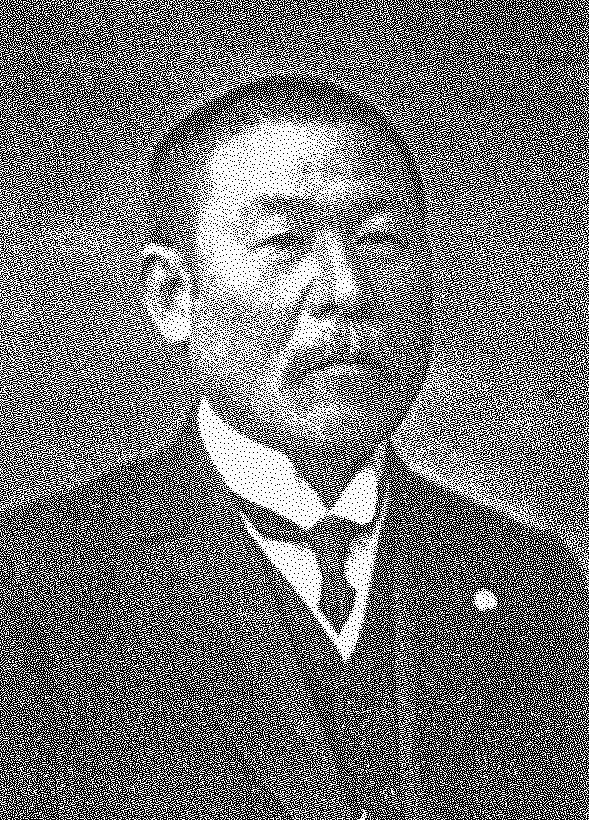
Ishikawa Chiyomatsu

Ishikawa Chiyomatsu  (japanisch 石川 千代松; geboren 30. Januar 1860 in Edo (Provinz Musashi); gestorben 17. Januar 1935 in Taipeh) war ein japanischer Zoologe.

## Leben und Wirken
Ishikawa Chiyomatsu machte 1882 seinen Studienabschluss an der Abteilung für Zoologie, Fakultät für Naturwissenschaften an der Universität Tokio. Im folgenden Jahr, 1883, wurde er Assistenzprofessor an seiner Alma Mater. Bei einem 3-jährigen Auslandsstudium in Deutschland studierte er bei dem Histologen und Genetiker August Weismann (1834–1914) in Freiburg, der für seine „Keimplasmatheorie“ berühmt ist. Nach seiner Rückkehr nach Japan wurde er Assistenzprofessor an der Universität Tokio und dann von 1890 bis 1924 Professor an der Universität für Landwirtschaft (農科大学, Nōka daigaku).
Ishikawa führte umfangreiche Forschungen zu Reproduktion, Entwicklung, Zytologie vieler Wassertiere, zur Lumineszenz von Glühwürmchen usw. durch. Durch Einsetzen von kleinwüchsigen Fischen der Ayu-Art vom Biwa-See in den Tama-Fluss führte dazu, dass sie so groß wurden wie gewöhnliche Ayu. Diese Methode der Verpflanzung zur Wachstumssteigerung wird heute vielfach praktiziert.
Insbesondere interessierte sich Ishikawa schon in jungen Jahren für die Evolution. Er übersetzte die Vorlesung seines Lehrers Edward S. Morse an der Universität 1886 zunächst als „Dōbutsu shinkaron“ (動物進化論) – „Evolution der Tiere“ und dann 1891 als „Shinka shinron“ (進化新論) – „Neue Evolutionstheorie“ und schließlich als „Ningen no shinka“ (人間の進化) – „Evolution des Menschen“ und als „Amēba kara ningen made“ (アメーバから人間まで) – „Von der Amöbe bis zum Menschen“ Er bemühte sich um die Verbreitung der Evolutionstheorie und trug durch viele Schriften und Vorträge zur Aufklärung und Verbesserung des biologischen Wissens bei. Während er in dem damals zu Japan gehörenden Taipeh an einer Konferenz teilnahm, erkrankte er und starb dort.
Ishikawas gesammelte Werke erschienen unter dem Titel „Ishikawa Chiyomatsu zenshū“ (石川千代松全集) von 1935 bis 1936 in 10 Bänden.